# فنیل‌هیدرازین
فنیل‌هیدرازین (به انگلیسی: Phenylhydrazine) با فرمول شیمیایی C۶H۸N۲ یک ترکیب شیمیایی با شناسه پاب‌کم ۷۵۱۶ است. که جرم مولی آن ۱۰۸٫۱۴ g/mol می‌باشد. 